# 霍米·杰汉吉尔·巴巴
霍米·杰汉吉尔·巴巴（英語： FRS，1909年10月30日—1966年1月24日）是一位印度核物理学家，也是塔塔基础研究院创始理事兼物理学教授。他被誉为“印度核计划之父”。巴巴也是特朗贝原子能机构（Atomic Energy Establishment, Trombay / AEET）的创始董事，后来该机构以他的名字更名为巴巴原子研究中心。

## 生平
博士生导师为拉尔夫·福勒，保罗·狄拉克曾为他的学术指导。
1966年1月，因乘坐的印度航空101号班机撞上勃朗峰坠毁而罹难。

## 荣誉
- 1942年获亚当斯奖
- 1954年获莲花装勋章。
- 1951年和1953年至1956年被提名诺贝尔物理学奖。

### 引用
1. ↑  Penney, L. . Biographical Memoirs of Fellows of the Royal Society（英语：Biographical Memoirs of Fellows of the Royal Society）. 1967, 13: 35–55. doi:10.1098/rsbm.1967.0002 .
2. ↑  . Physics Today. 1966, 19 (3): 108. doi:10.1063/1.3048089 .
3. ↑  Richelson, Jeffrey Richelson. . The National Security Archive, The George Washington University. Published through National Security Archive Electronic Briefing Book No. 187.   [24 January 2012]. （原始内容存档于28 February 2015）.